# КК Борац Земун
Кошаркашки клуб Борац Земун је српски кошаркашки клуб из Земуна, Град Београд. Борац је основан 2009. године и један је од најмлађих кошаркашких клубова у Београду. Тренутно се такмичи у Другој лиги Србије.

## Историјат
Клуб је основан априла 2009. године под именом Земунски кошаркашки клуб Младост 2009. као филијала Младости. Омладинска и јуниорска селекција Младости пребачене су у Младост 2009. године и на тај начин су и млађи играчи добили простора да се такмиче у сениорској категорији, под именом Младост 2009. Сениори новог клуба су такмичење отпочели у Београдској бетон лиги, да би за пет година постали стабилан учесник Прве српске лиге, трећег нивоа такмичења у Србији. Јуниори су такође забележили добар успех на нивоу Београда, освојивши прво, а потом друго место у регионалној лиги. Значајне резултате су остварили и са омладинском селекцијом.
Од лета 2014. године клуб је почео да делује самостално, а потом је променио име у КК Борац Земун. КК Борац Земун почиње самостално да формира све своје селекције клуба, почев од сениорских и јуниорских селекција па до школе кошарке и млађих пионира.
Од тада Борац Земун је бележио стални напредак и у више наврата био надомак пласмана у Прву лигу Србије (КЛС). Клуб је 2022. године остварио значајан успех освајањем Купа КСС II степена, победом у финалу над прволигашем Радничким из Крагујевца. У хали Пинки у Земуну, Борац је славио са 86:79 и тако изборио учешће на завршном турниру Купа Радивоја Кораћа у Нишу.[1] У сезони 2024/25 клуб је остварио историјски пласман у Прву лигу Србије, највиши ранг домаћег такмичења, чиме је крунисан вишегодишњи рад и развој клуба.

## Имена кроз историју
- 2009—2014: Младост 2009.
- 2014—данас: Борац Земун

## Дворана
Борац утакмице игра у Културно спортском центру Пинки. Отворен је 21. октобра 1974. поводом обележавања 30-годишњице ослобођења Земуна, а тада је назван Дом спортова, омладине и пионира Пинки. Капацитет хале је 2.300 места.